# タレ

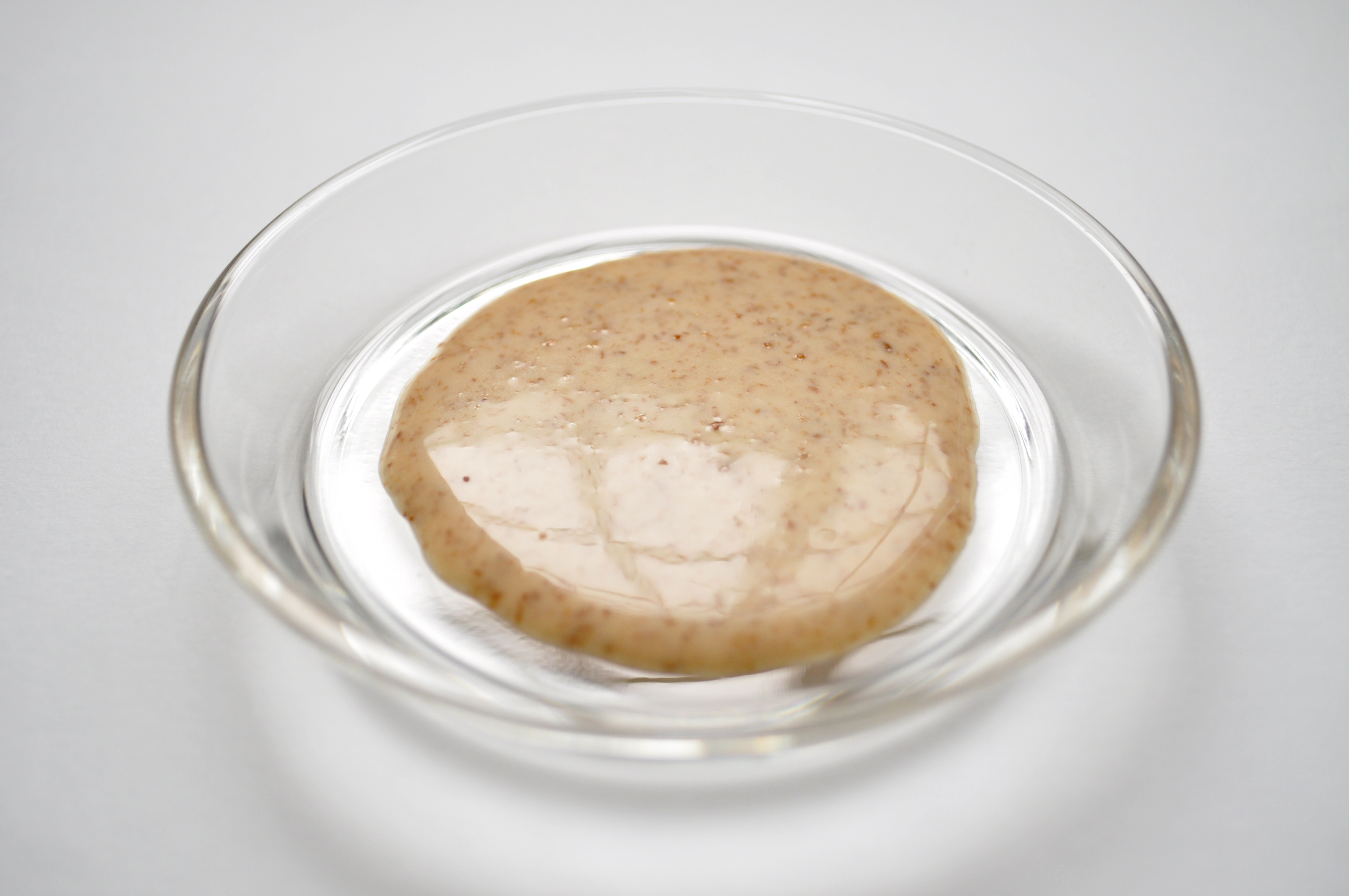
ごまだれ

タレ（たれ、垂れとも表記）とは、料理に使う液状の合わせ調味料の一種のこと。

## 概要
濃い粘稠液状の合わせ調味料をいう。味付けが醤油だけの場合など、調味料が1種類の場合は、一般にタレとは称さない。配膳後、食べる直前に好みの量を料理につけるタレをつけだれと呼ぶ。つけだれ以外には、調理の過程における液体状の合わせ調味料をタレと呼ぶ。語源は醤油のない時代に調味料に使われた、味噌を水でといて煮詰め布袋に入れて吊り、下に垂れて落ちる「垂れ味噌」(言海)。
醤油、味噌、みりんなどの調味料を煮詰めて作られる。しゃぶしゃぶなど一部の料理のタレや塩タレなどを除き、甘みととろみを付けていることが特徴である。市販品の場合はさらにタンパク加水分解物、酸味料、異性化糖などの調味料と、加工デンプン、キサンタンなどの糊料が添加されている。
ラーメンの場合は、ダシに醤油タレで調味したスープを使用したものは「醤油ラーメン」、塩タレを使用したものは「塩ラーメン」、味噌タレなど味噌を主としたもので味付けたものは「味噌ラーメン」と言う（混合など例外はある）。
タレは鰻丼などの丼物で飯を含めて丼全体にかけて用いる場合には、管状の注ぎ口が付いた専用の道具（「うなぎたれかけ」と呼ばれる）が用いられる。また、焼き鳥などで用いられる場合にはタレ刷毛が用いられる。鰻の蒲焼などでは焼いた鰻をそのままタレを入れた容器に浸すことで調理される。
中華料理、朝鮮料理では「醤」（ジアン、ジャン）と呼ばれるものの一部がタレに相当するほか、それを他の材料と組み合わせたものも、タレと呼ばれることもある。植物油を材料の一つとすることが多く、ごま油に塩を入れただけのものや、ショウガ、ネギを入れたものなどもある。地方毎に独特のタレがあり、例えば貴州料理では「蘸水」（チャンスイ）と呼ばれる各種つけだれを多用する。
西洋料理では、ドレッシングや、ソースの語を用いるため、タレとは称さない。アジア系料理の液状の調味料を指す際にも用いられることがある。

## 専用の市販のタレが存在する食品・料理
- 納豆
- ウナギ・アナゴ（蒲焼き）
- すき焼き・しゃぶしゃぶ
- 焼肉
- 照り焼き
- 田楽
- から揚げ
- 麺類（麺つゆなど）